# ويليام مور (سياسي أسترالي)
ويليام مور (بالإنجليزية: William Moore)‏ هو سياسي أسترالي، ولد في 26 أغسطس 1823 في جزيرة مان، وتوفي في 9 أغسطس 1914. انتخب عضو مجلس النواب تسمانيا من الجمعية عن دائرة راسل ‏ (20 نوفمبر 1885 – 4 مايو 1909) وانتخب عضو مجلس النواب تسمانيا من الجمعية عن دائرة Electoral division of Mersey ‏ (13 سبتمبر 1877 – 1885).